# Seona (Donja Motičina)
Seona  je naselje u Hrvatskoj, regiji Slavonija u Osječko-baranjskoj županiji i pripada općini Donjoj Motičini.

## Zemljopisni položaj
Seona se nalazi na 45° 28' 14" sjeverne zemljopisne širine i 18° 00' 44" istočne zemljopisne dužine te na 160 metara nadmorske visine i na sjevernim obroncima Krndije. Susjedna naselja: sjeverno Martin, istočno Zoljan, sjeverozapadno Donja Motičina a zapadno Gornja Motičina. Pripadajući poštanski broj je 31513 Donja Motičina, telefonski pozivni 031 i registarska pločica vozila NA (Našice). Površina katastarske jedinice naselja Seona je 14,09 km·102.

## Stanovništvo
| broj stanovnika | 249   | 285   | 292   | 333   | 378   | 452   | 478   | 610   | 568   | 599   | 609   | 575   | 473   | 483   | 488   | 405   | 317   |
|                 | 1857. | 1869. | 1880. | 1890. | 1900. | 1910. | 1921. | 1931. | 1948. | 1953. | 1961. | 1971. | 1981. | 1991. | 2001. | 2011. | 2021. |

Prema prvim rezultatima Popisa stanovništva 2011. u Seoni je živjelo 430 stanovnika u 150 kućanstva.

## Povijest
Seona se nalazi na obroncima Krndije, sjeverozapadno od Našica. Za vrijeme osmanske vladavine (1532. – 1687.), Seona se spominje u poreznom popisu Požeškog sandžaka 1579. godine, pod nazivom Seline u kojem se nalazilo 7 kuća. U ratu za oslobođenje Slavonije Seona je, kao i mnoga slavonska sela napuštena. Krajem 1691. godine prestale su borbe i stanovništvo se počelo vraćati u svoja sela. Nakon odlaska Osmanlija iz Slavonije, 1698. godine napravljen je popis stanovništva i naselja. U tom popisu spominje se vojno selo Szeona (Seona) s 14 kućanstava u kojem je živjelo katoličko stanovništvo doseljeno pretežno iz Bosne. Tijekom 18. i 19. stoljeća njeno stanovništvo u stalnom porastu. Prvotno se, staro selo Seona nalazilo na zapadnom brežuljku iznad današnjeg sela. Tu se nalazilo i groblje, a na groblju kapela Sv. Mihovila arkanđela koja je izgorjela u požaru 1843. Kada je u prosincu 1787. godine započelo trasiranje ceste od Našica preko Seone u Kutjevo, stanovništvo se počelo naseljavati uz taj put. Ovdje je sagrađena i današnja crkva Sv. Mihovila 1854., a današnje groblje je na ulazu u selo s desne strane blagoslovljeno je 12. rujna 1897. U Seoni je 18. studenog 1906. otvoren našički vodovod, prvi u tadašnjoj Virovitičkoj županiji. Blagoslovu vrela na kojem se nalazio kip Sv. Ivana prisustvovao je hrvatski ban i grof Teodor Pejačević te razni dostojanstvenici kao i brojno građanstvo. Tijekom 1966. godine selo je dobilo i električnu struju, a kroz cijelo selo prolazi asfaltirana cesta. Jugoistočno od sela nalazi spomen područje Crni potok gdje su pobijeni tijekom lipnja 1945. zarobljenici vojske NDH, mnogi iz kolone Križnog puta, te civili iz našičkog kraja koji su bili protivnici novih vlasti. 
Danas Seona pripada općini Donja Motičina.

## Crkva
U selu se nalazi Rimokatolička crkva Sv.Mihovila koja pripada župi Sv. Antuna Padovanskog (Našice 1.) i našičkom dekanatu Požeške biskupije. Crkveni god ili kirvaj slavi se 29. rujna.

## Obrazovanje i školstvo
U selu postoji četverogodišnja osnovna škola, a učenici viših razreda pohađaju Osnovnu školu Vladimira Nazora u Feričancima.

## Šport
U selu djeluje Nogometni klub Seona osnovan 1973. a trenutačno se natječe u 3. ŽNL Liga NS Našice. 

## Ostalo
- Udruga žena "Seona" Seona

## Vanjska poveznica
- http://www.donja-moticina.hr/
- http://zupa-nasice1.hr/index.php
- http://www.os-vnazora-fericanci.skole.hr/  Arhivirana inačica izvorne stranice od 27. kolovoza 2019. (Wayback Machine)